# Ловелл (Канзас)
Ловелл (англ. Lowell) — переписна місцевість (CDP) в США, в окрузі Черокі штату Канзас. Населення — 244 особи (2020).

## Географія
Ловелл розташований за координатами 37°3′5″ пн. ш. 94°42′10″ зх. д. / 37.05139° пн. ш. 94.70278° зх. д. (37.051305, -94.702670).  За даними Бюро перепису населення США в 2010 році переписна місцевість мала площу 0,86 км², з яких 0,81 км² — суходіл та 0,05 км² — водойми.

## Демографія
Згідно з переписом 2010 року, у переписній місцевості мешкали 283 особи в 94 домогосподарствах у складі 65 родин. Густота населення становила 329 осіб/км².  Було 102 помешкання (119/км²).
Расовий склад населення:
| - 94,3 % — білих - 4,2 % — корінних американців - 0,4 % — чорних або афроамериканців |

До двох чи більше рас належало 1,1 %. Частка іспаномовних становила 0,4 % від усіх жителів.
За віковим діапазоном населення розподілялося таким чином: 19,1 % — особи молодші 18 років, 46,3 % — особи у віці 18—64 років, 34,6 % — особи у віці 65 років та старші. Медіана віку мешканця становила 48,5 року. На 100 осіб жіночої статі у переписній місцевості припадало 91,2 чоловіків;  на 100 жінок у віці від 18 років та старших — 87,7 чоловіків також старших 18 років.
Цивільне працевлаштоване населення становило 91 осіб. Основні галузі зайнятості: роздрібна торгівля — 52,7 %, транспорт — 22,0 %, освіта, охорона здоров'я та соціальна допомога — 19,8 %.